# Plaza Merino (Chihuahua)
La plaza Merino es una plaza localizada en el centro histórico de la ciudad de Chihuahua, Chihuahua; la segunda en antigüedad de dicha población, únicamente superada por la Plaza Mayor o Plaza de Armas de Chihuahua.

## Historia
La Plaza Merino tuvo su origen en el mismo momento de la fundación del Real de Minas de San Francisco de Cuéllar —hoy la ciudad de Chihuahua— el año de 1709, cuando uno de los fundadores de la ciudad, el sargento mayor Juan Antonio Trasviña y Retes, quien había cedido los terrenos en que se fundaba el real, comenzó la construcción de su casa habitación en un terreno localizado de forma inmediata posterior del señalado para construir la iglesia parroquial, dejando un espacio de terreno libre frente a la edificación con el fin de que fuera una plaza pública y que en consecuencia la población nombró de forma informal como Plaza de Trasviña. Muerto Trasviña en 1724 sin hijos varones, heredó sus bienes su yerno José Antonio de Uranga, pasando posteriormente a sus hijos, con lo que el nombre popular de la plaza pasó a ser Plazuela de los Uranga.
En el año de 1785 el ayuntamiento construyó en la plaza una horca pública, en que realizaban los ajusticiamientos de los sentenciados a la pena capital. Posteriormente, Pedro de Nava, comandante de las Provincias Internas, autorizó en 1797 que los días 1 y 15 de cada mes se celebrara en la plaza un tianguis al que pudieran acudir a vender sus productos los habitantes de las poblaciones cercanas a la Villa de Chihuahua, esta función permaneció hasta el año de 1810. Posteriormente a la independencia de México, las propiedades de la familia Uranga junto a la plaza fueron cedidas al Ayuntamiento; este, con el fin de establecer formalmente el tianguis que se celebraba en ella, las convirtió en el Parián y además le dio a la plaza el nombre formal de Plaza de los portales de Hidalgo, permaneció con esta denominación hasta que en 1873 una nueva orden del ayuntamiento le dio su nombre actual en honor del coronel José Merino, quien en su función de Jefe Político del Distrito Iturbide murió el 17 de julio de 1872 en la Batalla de Tabalaopa combatiendo a los rebeldes porfiristas sublevados a favor del Plan de La Noria.

## Localización
La Plaza Merino se sitúa en el Centro Histórico de Chihuahua, siendo rodeada al norte por la Avenida Juárez y al sur por la calle Libertad, sus extremos este y oeste son limitados por edificios hoy ocupados por diversos establecimientos comerciales, se encuentra ubicada a media cuadra de la Catedral de Chihuahua y a una cuadra de la Plaza de Armas, frente a ella se ubicada además la Casa Chihuahua Siglo XIX.